# August Batzem
August Batzem (* 26. August 1889 in Köln; † 29. Januar 1976 ebenda) war ein rheinischer Volkssänger (Tenor) und Karnevalist.

## Leben
Der Sohn eines Versandmeisters stand mit 17 Jahren zum ersten Mal als Alleinunterhalter auf der Bühne. Fortan wirkte er als Stimmungssänger und Unterhaltungskünstler an zahlreichen Varietés und im Karneval. 1925 kam es zu einer dauerhaften engen Zusammenarbeit mit Willi Ostermann. Batzem hatte viele Ostermann-Lieder im Repertoire, begann dann aber auch, eigene Lieder zu schreiben. So entstanden zahlreiche Karnevalslieder, die zum Teil noch heute im Kölner Liedgut verankert sind. Zu den von ihm mit Text und Musik verfassten Werken gehören Lieder wie Ich bin der Pötze Fuß, Mer fahre in die Alpe, Heute woll’n wir uns amüsieren oder Annemarie.
In den Zwanzigerjahren begann zusätzlich zur Bühnenkarriere auch eine erfolgreiche Zeit als Plattensänger und Rundfunkkünstler, mit der er weit über Köln hinaus bekannt wurde. Eine Diskografie listet insgesamt rund 250 Aufnahmen mit Batzem auf, wobei er auf dem Plattenlabel oft als „rheinischer Volkssänger“ oder „Tenor, Köln a. Rh.“ bezeichnet wurde. Mehrfach spielte er die Lieder in Begleitung des Orchesters Paul Godwin ein. Bekannte Schellackplatten sind unter anderen Da drunten im Tale am rauschenden Bach, Die Abreise, Nach meiner Heimat zieht’s mich wieder, Müde kehrt der Wandersmann zurück, Wo mag er sein, wo mag er bleiben und Es ging ein Mädchen wohl auf ein Schiff. Einige seiner Lieder sind noch heute als MP3-Download zu kaufen.

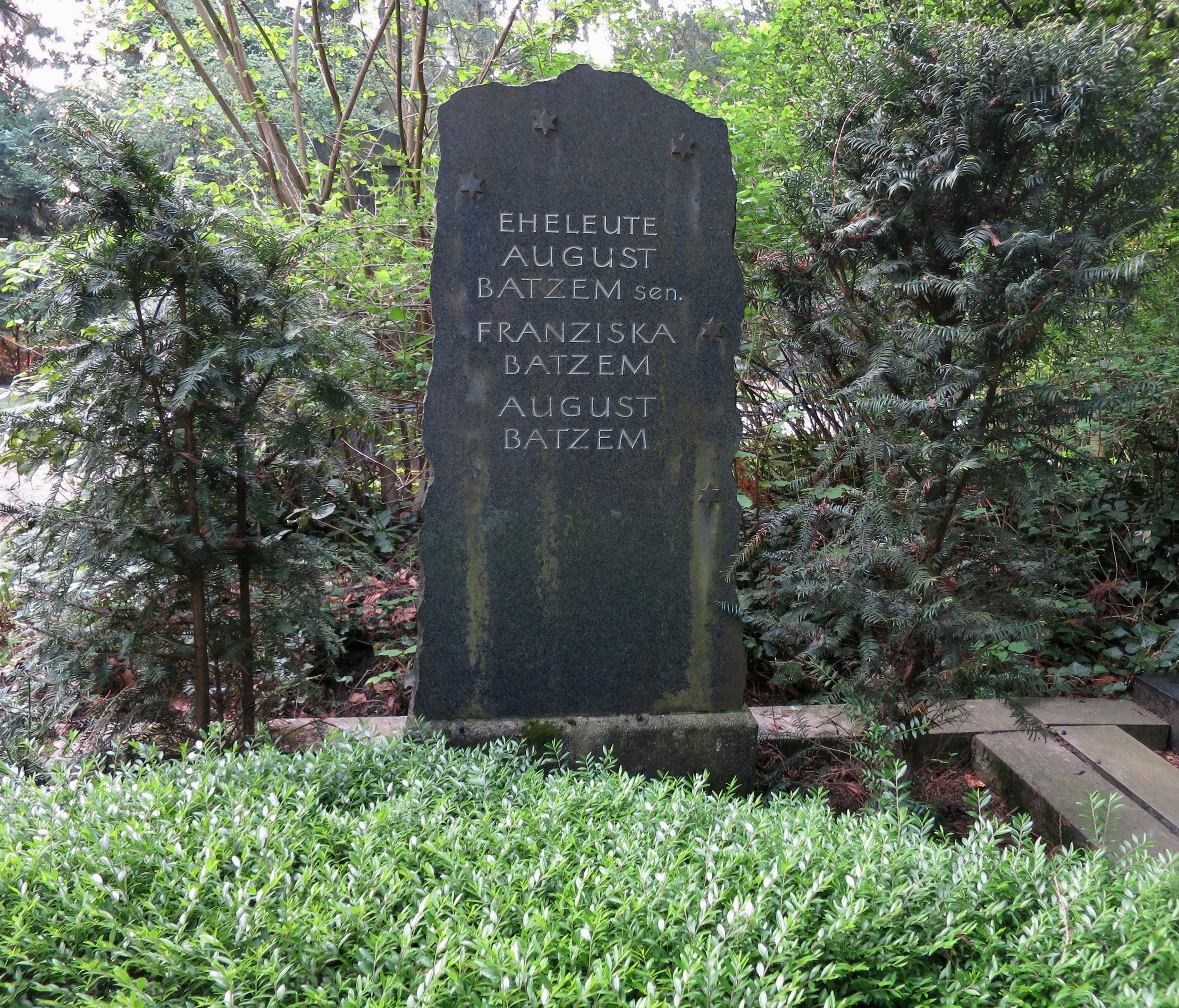
Grabstätte (Südfriedhof)

August Batzem hatte trotz aller Erfolge noch einen bürgerlichen Beruf er war als Betriebsbeamter und Kameralist (wahrscheinlich im Öffentlichen Dienst) angestellt. Zum 1. April 1933 trat er NSDAP bei (Mitgliedsnummer 1.760.077). Auf seine künstlerische Arbeit hatte dies – im Gegensatz zu einigen anderen Kölner Karnevalssängern – wohl keine Auswirkungen.
Auch nach dem Zweiten Weltkrieg trat Batzem im Kölner Karneval und gelegentlich auch im Fernsehen auf. Er beendete seine Bühnenlaufbahn nicht wie geplant mit Vollendung des 70. Lebensjahres, sondern erst 1969 aufgrund einer schweren Krankheit.
Batzems Grabstätte befindet sich auf dem Kölner Südfriedhof (Flur 20).

## Tondokumente (Auswahl)
- Homocord
  - Ho 4-2443 (M 19 561) Dä Klein dä müss een Nüggel han (W. Ostermann) / (M 19 562) Rheinlandmädel (W. Ostermann)
  - Ho 4-2444 (M 19 563) Wenn du eine Schwiegermutter hast (W. Ostermann) / (M 19 564) Es gibt nur einen deutschen Rhein! (W.Ostermann)
  - Ho 4-2775 (M 20 396) Rheinisches Trinklied (Maass) / (M 20 397) Herrlicher Wein (Wirts – Schievelbusch)

- Odeon
  - O-11 295 (Be 9137) Wo die Drossel hat geschlagen. Volkslied / (Be 9138) Von der Wanderschaft zurück (Röhm – Franke)
  - O-29 021 (Be 15 468) Mer fahre in de Alpe (Aug. Batzem)
  - O-29 023 (Be 15 579) Wat willst du schon in Malaga? (Aug. Batzem)

- Beka
  - B.6875 (37 984) Et Bützgriesche (Gerh. Ebeler)
  - B.6876 (37 980) Dä Köbes un sin Nies, die han ald wedder en Knies (Gerh. Ebeler)
  - B.6878 (37 981) Am Rhein beim Wein da wohnt der Liebe Glück (Gerh. Ebeler)

- Grammophon
  - 22 858 (1738 BH-III) Der treue Hussar (H. Frantzen)
  - 23 110 (1359 1/2 BN) Die Abreise (Morgen will mein Schatz verreisen) (K. Schauß)
  - 23 681 (1367 1/2 BT) Heute Abend wird ein Seitensprung gemacht! (Ebeler – Otten)
  - 23 858 (1360 BN) Waldeslust (Fr. Hannemann)

- Electrola
  - E.H. 846 (BLR 4013) Rhein, Wein und Mädgelein (Ebeler – Otten) – März 1928
  - E.G. 847 (BLR 4012) Ein rheinisches Mädchen beim rheinischen Wein (Hoppe – Mertens) – März 1928
  - E.G. 887 (BLR 4091) Elslein von Caub (Filke – Sartori) / (BLR 4095) Grüß mir das blond Kind vom Rhein (Heiser) – Mai 1928
  - E.G.2081 (BD 9043) Wo mag er sein, wo mag er bleiben? Volkslied  /  (BD 9033) Es ging ein Mädchen wohl auf ein Schiff. Volkslied – September 1930
  - E.G.2098 (BD 9034) Müde kehrt ein Wandersmann zurück. Volkslied – September 1930
  - E.G.2099 (BD 9044) Nach meiner Heimat zieht’s mich wieder (Mandt – Frantzen) – September 1930

- Ultraphon
  - A 243 (10 362) Rötsch mer jet (W. Ostermann) – Oktober 1929
  - A 257 (10 476) Mer han noch Stimmung in d’r Bud’ (Gerhard Ebeler) – November 1929
  - A 258 (10 469) Nä, ich mag dich nit mie (W. Ostermann)- November 1929

- Elite Special
  - 80 122 (ED 1057) Ach bleib doch noch was hier (Batzem) / Et Vögelche fleut (Batzem), 1954

## Wiederveröffentlichungen
a) auf CD
- CD “Frivole Lieder”[4] enthält als track 14  “Heute Abend wird ein Seitensprung gemacht” : August Batzem mit Orchester.
- CD  “Hilfe mein Geld ist weg !”[5] enthält als track 12  “Kinder laßt den Mut nicht sinken” : August Batzem mit Orchester.
- CD  “Kölsche Evergreens 32: Jetz weede ahl Krätzcher geresse”[6] enthält als track 5  “Adelheid!” –  track 8 “Ich han 'ne neue Papa”  – track  11 “Marieche, Marieche, hör op mich!” : August Batzem mit Orchesterbegleitung.
- CD-Box “Dat singende un klingende Kölle” 4 CDs, Label: Carl, Bestellnummer: 8759500, Erscheinungstermin: 11. November 1998. Enthält:
  - Auf CD 1: track 5 August Batzem:  Loss Mer Noch E Gläsche Schlupp , track 9 August Batzem:  Glücklich Ist, Wer Lacht Und Singt , track 16 August Batzem:  E Kölsch Drinkleed , track 20 August Batzem:  Am Rhein Beim Wein, Da Wohnt Der Liebe...
  - Auf CD 2, track 3 August Batzem:  M'r Sieht, Dat Du 'Ne Liebe Gute Papa hass ',  track 6 August Batzem:  Trinken Und Lachen,  track 19 August Batzem:  Marieche, Marieche, Hör Op Mich!
  - Auf CD 3, track 11 August Batzem:  Adelheid!
  - Auf CD 4, track 8 August Batzem:  Ich Han 'Ne Neue Papa

b) auf Youtube:
- „Ober! Schnell noch eine Runde her“ – Marschlied (Willi Ostermann) August Batzem, Tenor mit Paul-Godwin-Ensemble.  Grammophon 21 910 (Matr. 918 BH -IV) – 1928
- Ich küsse dich. Altes Volkslied (Bearb. v. Blumenberg). August Batzem, Tenor – Köln am Rhein, mit Orchesterbegleitung. Grammophon 22 730 (Matr. 1742 BH) – 1930
- „Die Abreise“ (Morgen will mein Schatz abreisen) – Lied (Karl Schauß).

August Batzem, Tenor – Köln am Rhein, mit Männer-Quartett und Paul Godwin Künstler-Ensemble. Grammophon 23 110 (Matr. 1359 1/2 BN -III)
- Ist die erste Flasche leer. Stimmungslied (E.Neubach und F.Schwarz), gesungen von August Batzem mit Orchesterbegleitung. Homocord-Electro 4-3193 (T.C.1503)
- Nach Hause geh’n wir nicht! Stimmungswalzer-Lied (I.Reckmann und F. Schwarz), gesungen von August Batzem mit Orchesterbegleitung. Homocord-Electro 4-3193 (T.C.1504) – 1929
- Mer fahre in de Alpe (Aug. Batzem) gesungen von August Batzem.  Odeon O-29 021 (Be 15 468) – 1953

## Abbildungen
- Etikett von Homocord 4-2444 August Batzem – Wenn du eine Schwiegermutter hast (A 6.12.27)
- Etikett von Homocord 4-2775 August Batzem – Rheinisches Trinklied / Herrlicher Wein (A 5.9.28)
- Etikett von Grammophon 22 730 August Batzem – Waldeslust
- Etikett von Electrola E.G.847 August Batzem mit Marek Weber-Orchester – Ein rheinisches Mädchen beim rheinischen Wein